# فرانز دینرت
فرانز دینرت (انگلیسی: Franz Dienert؛ ۱ ژانویهٔ ۱۹۰۰ – ۱۹۷۸) یک بازیکن فوتبال اهل آلمان بود.